# Scanning Habitable Environments with Raman & Luminescence for Organics & Chemicals

Zařízení SHERLOC

Scanning Habitable Environments with Raman & Luminescence for Organics & Chemicals (zkráceně SHERLOC) je ultrafialový Ramanův spektrometr, který byl vytvořen v rámci mise Mars 2020. Na Mars byl dopraven na vozítku Perseverance. SHERLOC zjišťuje složení minerálů na Marsu a pátrá, zda byl na Marsu život. Díky datům ze zařízení mají být později vyráběny lepší skafandry pro astronauty, kteří na Mars poletí.
Zařízení SHERLOC má také kalibrační terč, který obsahuje různé materiály vhodné pro výrobu skafandrů. Rover bude zkoumat, jaký vliv má prostředí na Marsu na tyto materiály.

## Název
Název SHERLOC je zkratkou Scanning Habitable Environments with Raman & Luminescence for Organics & Chemicals (volně přeloženo Skener Obyvatelných Prostředí s Ramanovým a Lumiscenčním spektrometrem pro Organické a Chemické látky). Název SHERLOC také odkazuje na jméno slavného fiktivního detektiva Sherlocka Holmese od sira Arthura Conana Doyla. 
Čočka WATSON je pak zkratkou Wide Angle Topographic Sensor for Operations and eNgineering, ale jde také o narážku na romány o Sherlocku Holmesovi, kde je Watson jeho pomocníkem.

## Technologie
Zařízení SHERLOC je sestaveno tak, aby mohlo pracovat nepřetržitě. Vzdálenost, ze které zařízení měří, je přibližně 5 centimetrů. Zařízení je vytvořeno tak, aby mělo co největší rozlišení, a tím bylo zaručeno, že data budou co nejméně zkreslená a maximálně přesná. Bod, který dokáže zařízení detekovat je menší než 100 mikrometrů, přičemž rozlišení je až 30 µm. SHERLOC používá ultrafialové světlo k odhalení organických chemikálií, které se na povrchu Marsu mohou nacházet. Zařízení SHERLOC nese také několik vzorků materiálů, které jsou používány na výrobu skafandrů. Cílem je otestovat odolnost těchto materiálů na Marsu.
Ramanův spektrometr, který je součástí zařízení, také hledá stopy látek, které by mohla obsahovat marsovská voda. Zařízení dokáže najít usazeniny těchto látek, které jsou menší než 20 µm. Zařízení kombinuje dva spektrální jevy - přirozenou fluorescenci a předrezonanční/rezonanční Ramanův rozptyl.

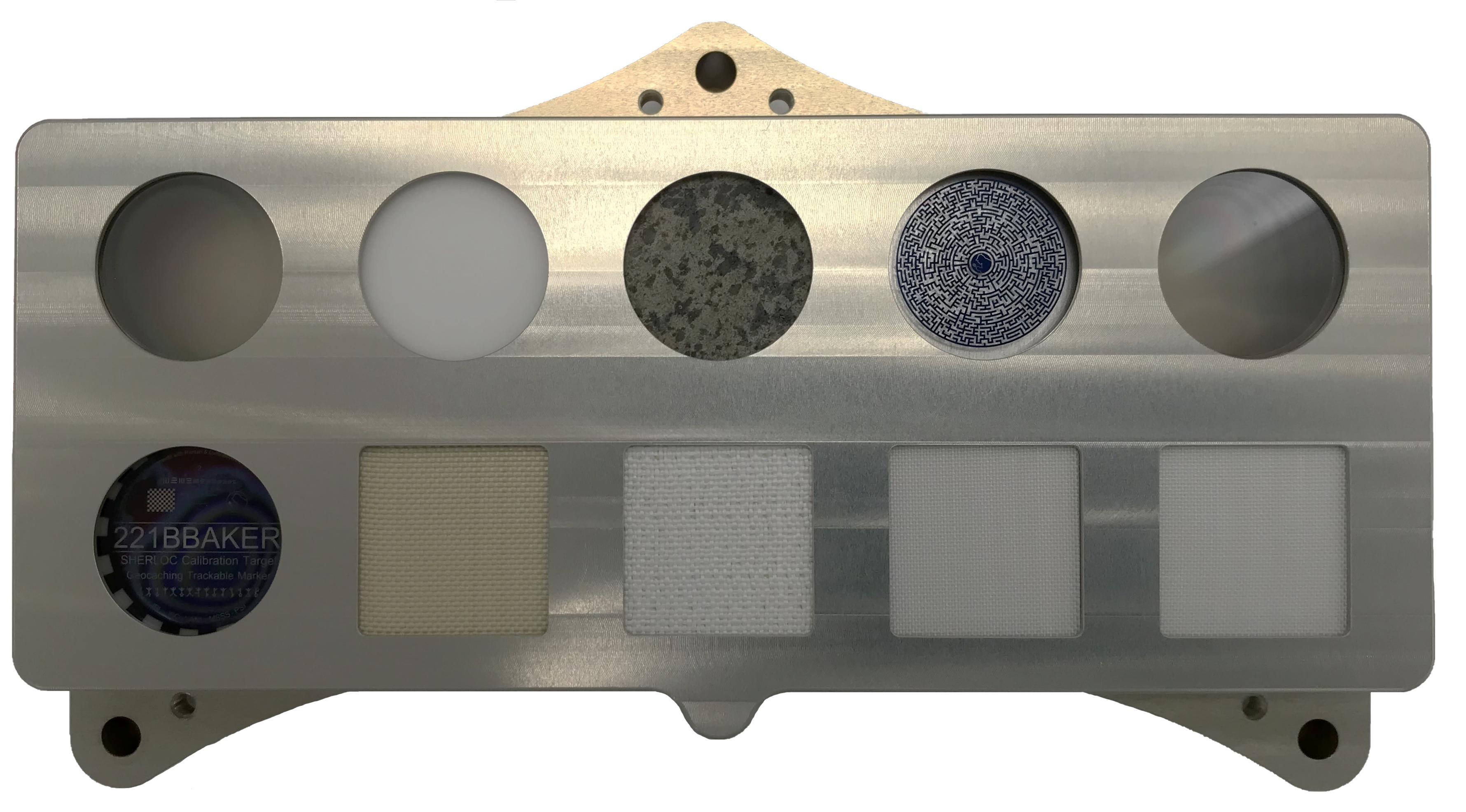
Kalibrační štít SHERLOC

## Kalibrační terč
Na kalibračním terči se nachází trakovatelný kód pro Geocaching. Dále se zde nachází také adresa fiktivního detektiva Sherlocka Holmese, tedy 221b Baker Street. 
Použité materiály:
Ve spodní řadě (zleva):
- polykarbonát pro výrobu skel přileb
- Vectran
- Ortho-Fabric
- teflon
- látka potažená teflonem

V horní řadě (zleva):
- nitrid hliníku a gallia na safíru
- křemenný difuzér
- plátek meteoritu
- bludiště pro testování intenzitu laseru
- nitrid hliníku a gallia na safíru (s odlišnými vlastnostmi než výše zmíněný)

Tyto materiály mají posloužit jako testovací vzorky pro budoucí vývoj skafandrů pro výstup na Mars.

## Cíle
Zařízení má 4 hlavní cíle:
- Zjistit, zda je Mars obyvatelný.
- Posoudit dostupnost uhlíku, vodíku, dusíku, kyslíku, fosforu a síry.
- Zjistit, zda na Marsu byl život.
- Poskytnout analýzu minerálů a organických látek na povrchu.

## Technické specifikace
- Umístění: na konci robotického ramene
- Hmotnost: systém uchycení - 3,86 kg; spektrometr - 1,61 kg
- Napájení: 48,8 Wattu
- Rozměry: 26,0 x 20,0 x 6,7 cm
- Velikost vrácených dat: 79,7 Mb

## Vývoj
Vývoj zařízení pobíhal hlavně v Jet Propulsion Laboratory v Pasadeně v Kalifornii v USA. Část vývoje probíhala také v dalších výzkumných centrech spolupracujících s NASA - Malin Space Science Systems a Los Alamos National Laboratory.

## Galerie

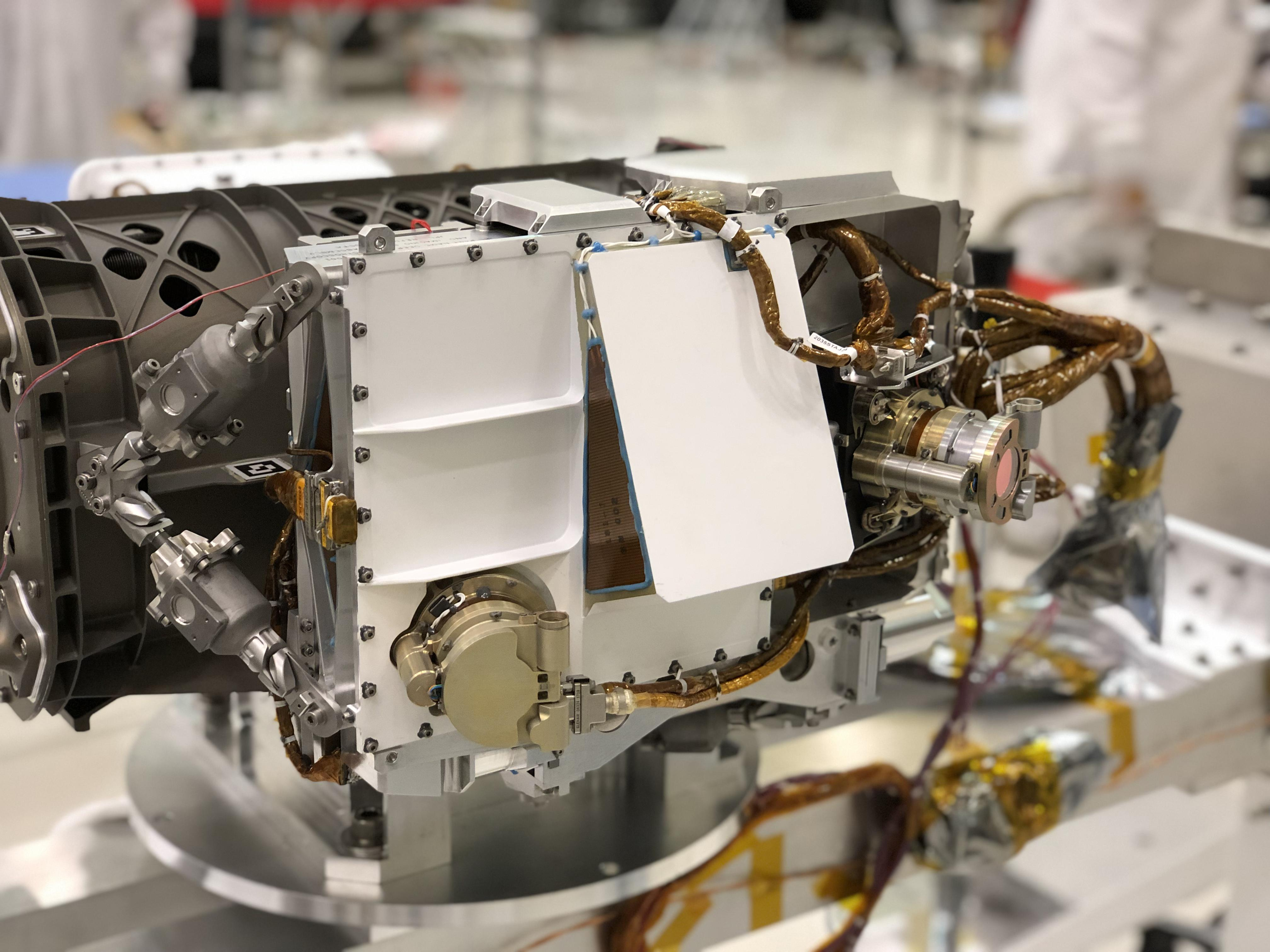
Zařízení SHERLOC
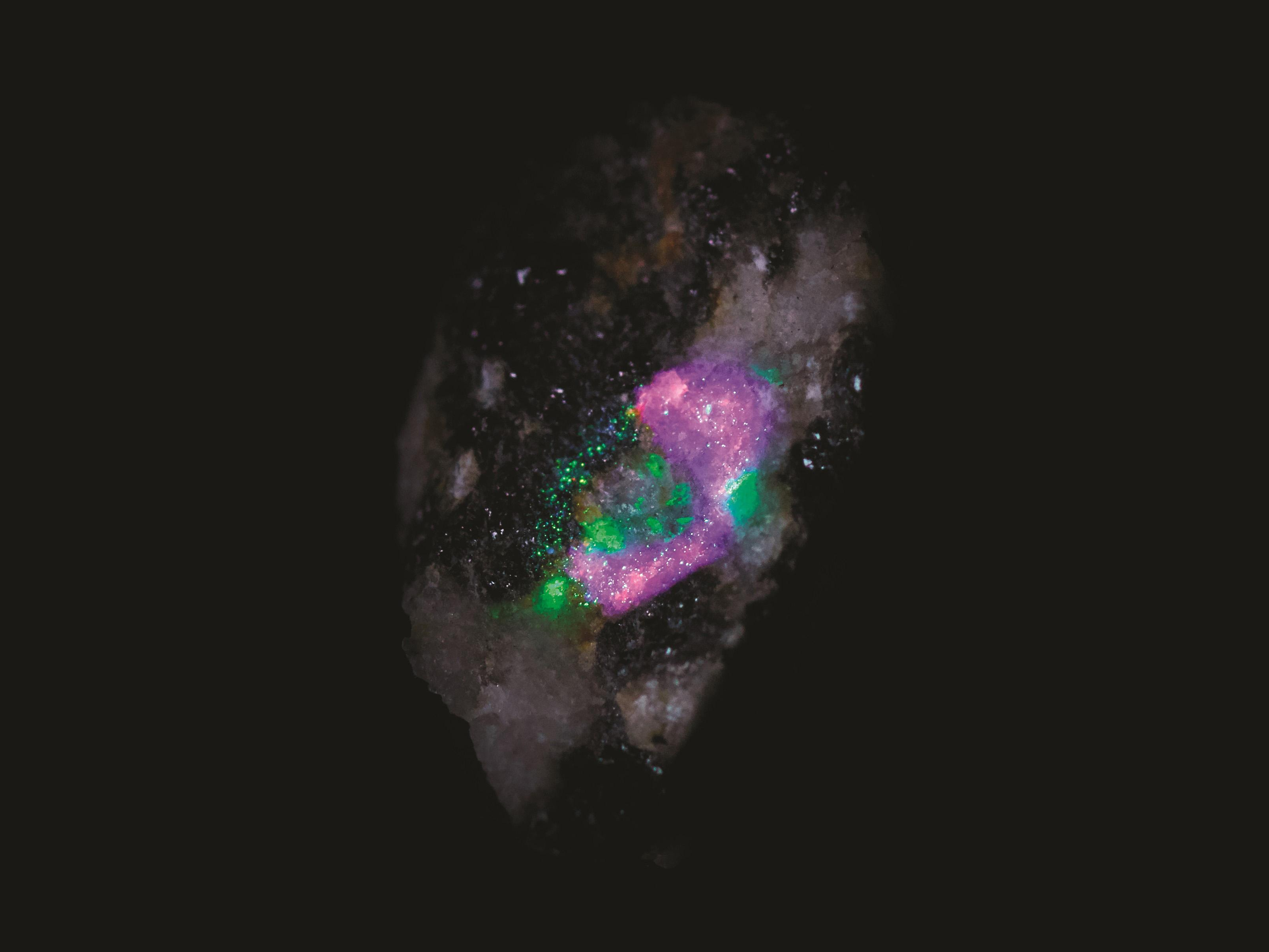
Kámen ozářený UV zářením z SHERLOC
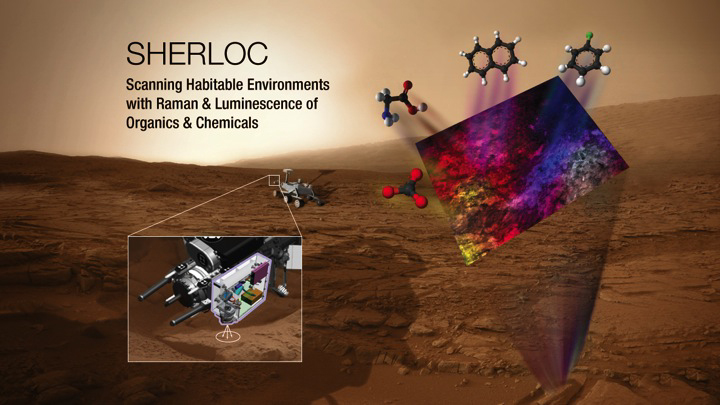
Popis fungování zařízení
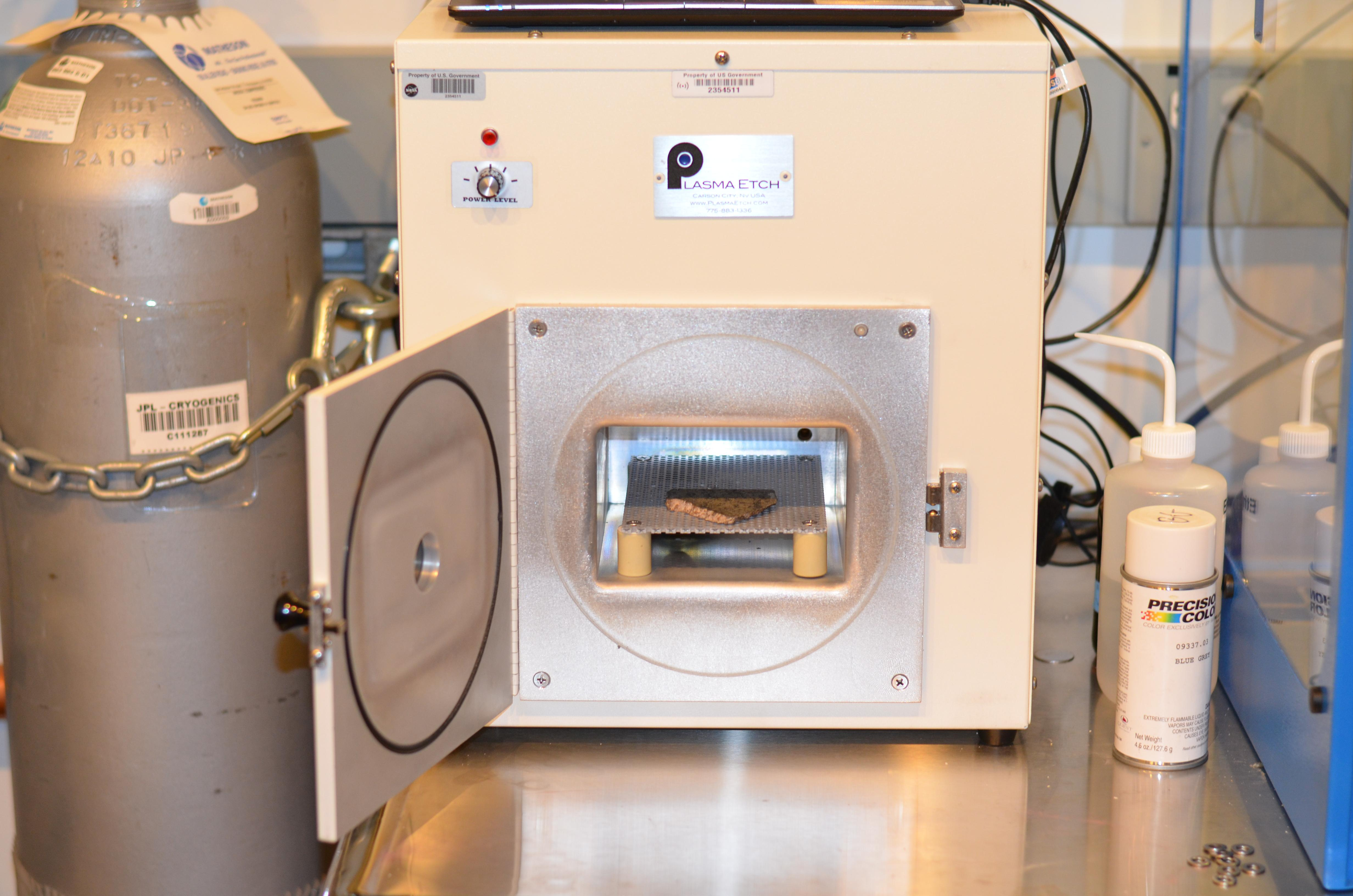
Testování na Zemi
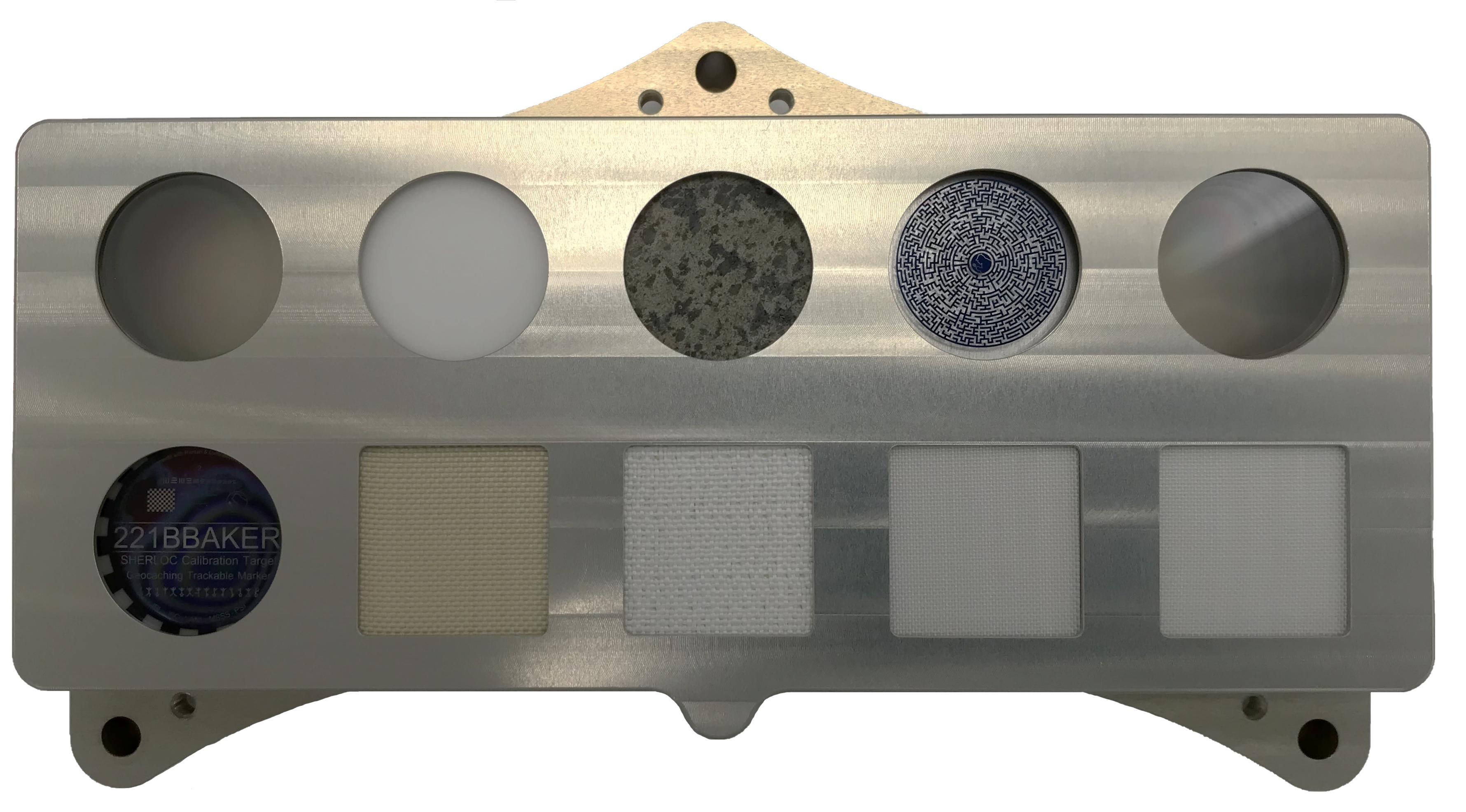
Kalibrační terč zařízení SHERLOC